# Самодед, Григорий Иванович
Самодед Григорий Иванович (1883—1919) — военный комиссар, участник Гражданской войны. В его честь назван посёлок Самодед в Плесецком районе Архангельской области.
Родился 7 февраля 1893 года в селе Жоведь Черниговской губернии, в семье крестьянина.
В 1915 году переехал в Петроград, работал на Путиловском заводе. Был одним из инициаторов забастовки путиловцев в феврале 1917-го. Перед началом Октябрьской Революции, на протяжении года, тайно развозил оружие по мастерским, лавкам и жилищам питерских рабочих, обеспечив таким образом быструю мобилизацию пролетарских отрядов. Стал большевиком, участвовал в революционных событиях. Вступил в Красную Гвардию. Затем принял участие в Гражданской войне. Воевал в разных частях страны. В 1919 году участвовал в защите станции Плесецкой от англо-американских интервентов. 7 июля 1919 года в районе деревни Малый Плёс Кургоминской волости (недалеко от Топсы) попал в плен, а 8 июля расстрелян.